# セレブリティ・ソルスティス
セレブリティ・ソルスティス（Celebrity Solstice）は、セレブリティ・クルーズが運航しているクルーズ客船。

## 概要
セレブリティ・ソルスティス級の1番船で、2008年10月24日、ドイツのマイヤー・ヴェルフトで竣工。船価は6億4千万ドル。
11月14日フォートローダーデールで行われた命名式にて、海洋学者のシャロン・スミスによって命名され、11月23日よりカリブ海クルーズに就航した。
その後同型の2番船が2009年、3番船が2010年、4番船が2011年、5番船が2012年に建造された。

## 船内設備
客室数は1,426室で、90%の1,286室が海側客室（アウトサイド・キャビン）であり、そのうち90%の1,216室はバルコニー付きである。
また2本の煙突周辺の後部デッキ最上部は客船として初となる、広さ2,130平方メートルの芝生デッキとなっている。
その他、太陽光発電やLED使用の照明システムなどの採用により、従来船より約30%の省エネを実現した。

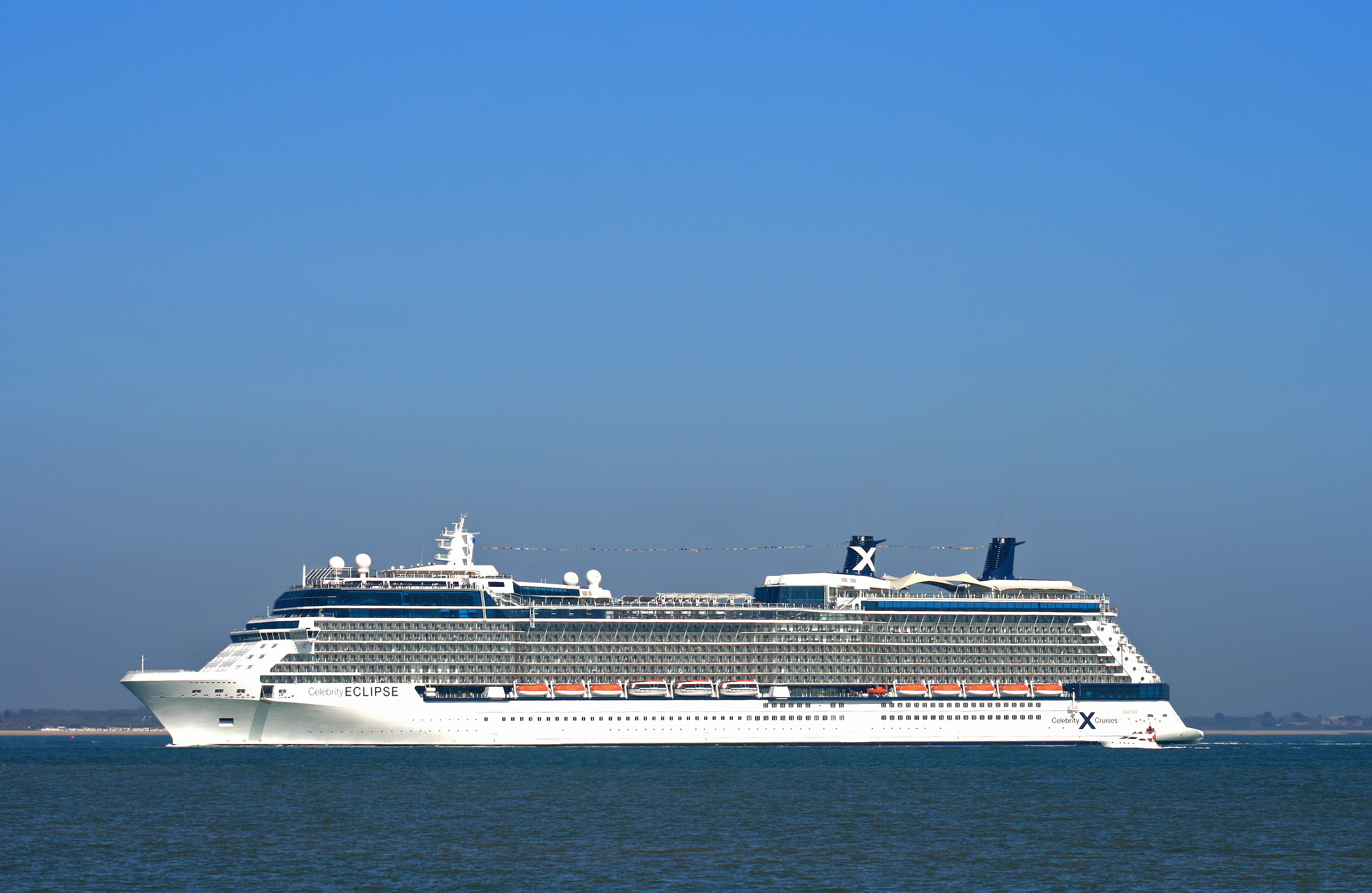
3番船のセレブリティ・エクリプス

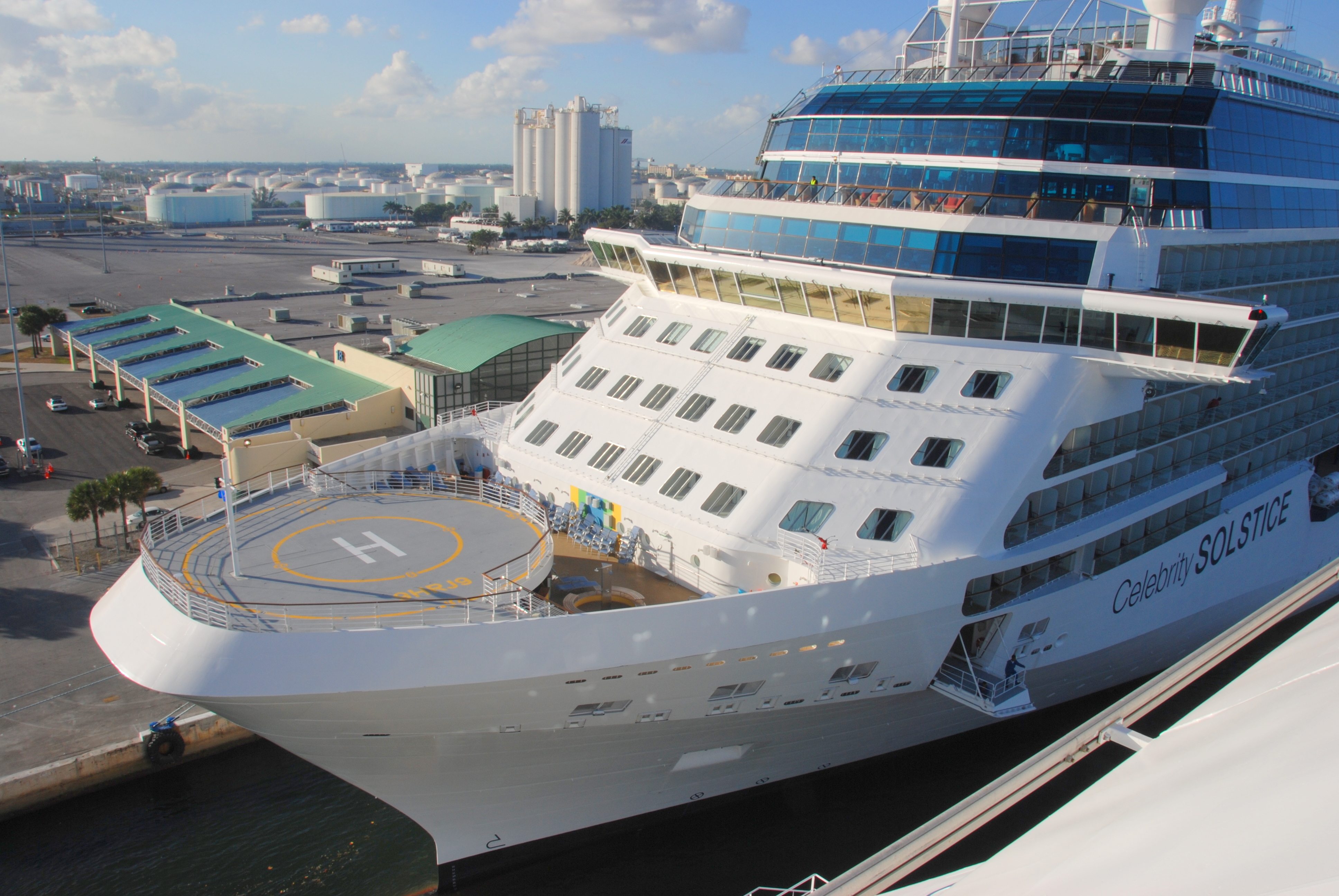
船首部

## 同型船
- 2番船　「セレブリティ・イクノス（Celebrity Equinox）」

2009年7月16日竣工。
- 3番船　「セレブリティ・エクリプス（Celebrity Eclipse）」

2010年4月15日竣工。
- 4番船　「セレブリティ・シルエット（Celebrity Silhouette）」

2011年7月18日竣工。
- 5番船　「セレブリティ・リフレクション（Celebrity Reflection）」

2012年10月9日竣工。